# Parafia Najświętszego Serca Jezusowego w Gródku
Parafia Najświętszego Serca Jezusowego w Gródku – parafia rzymskokatolicka, znajdująca się w diecezji tarnowskiej, w dekanacie Grybów.

## Historia
Parafia erygowana została 10 maja 1925 r. przez bpa tarnowskiego Leona Wałęgę, wcześniej miejscowość Gródek należała do parafii św. Katarzyny Aleksandryjskiej w Grybowie, pisał o tym w kronice z końca XV w. Jan Długosz. Budowę świątyni parafialnej rozpoczęto w 1910 r. pod przewodnictwem ks. Jana Solaka – proboszcza grybowskiego. Kościół został wzniesiony na gruncie przekazanym przez rodzinę Kroków: Agnieszkę, Katarzynę, Teklę, Bernardyna i Franciszka. Neogotycką świątynię pw. Najświętszego Serca Pana Jezusa poświęcił ówczesny ordynariusz tarnowski bp Leon Wałęga 13 czerwca 1921 r.

## Proboszczowie – Administratorzy[5]
- ks. Wojciech Huza – z Grybowa, prowadził nabożeństwa przy kaplicy przydrożnej wzniesionej przez Wojciecha Matusika
- ks. Józef Henciński (Chęciński) – od 1911 r. z Grybowa
- ks. Franciszek Czarnecki (Czernecki) – 1913-14 - stały ekspozytor
- ks. Jan Solak – 1914-20 ekspozytor w latach, późniejszy dziekan dekanatu grybowskiego, jako wikary grybowski rozpoczął budowę kościoła w Gródku
- ks. Jan Rzepka – 1921-22 ekspozytor (przeniesiony do WSD w Tarnowie na stanowisko wicerektora)
- ks. Józef Waleń – 1922-25 ekspozytor i pierwszy proboszcz w latach 1925-38
- ks. Stanisław Śliwa – proboszcz 1938-48
- ks. prałat Ludwik Jaroński – proboszcz 1948-65 (były kapelan wojskowy w stopniu pułkownika)
- ks. kanonik Eugeniusz Kowalczyk – proboszcz 1967-79
- ks. Tadeusz Uryga – proboszcz 1979-89
- ks. Witold Rybski – proboszcz 1989-95
- ks. Jan Witek – proboszcz 1995-99
- ks. Ryszard Guzik – proboszcz od 01.10.1999 r., następnie rezydent (zmarł 02.01.2022)[6]
- ks. Paweł Bobrowski – administrator w 2011 r. (z Grybowa)
- ks. Jacek Kmiecik – proboszcz 2015–2021
- ks. Ryszard Hebda – obecny proboszcz od 14.08.2021[7]